# Emmanuel Bove
Emmanuel Bove, född Emmanuel Bobovnikoff 20 april 1898 i Paris, död 13 juli 1945 i Paris, var en fransk författare. Han var en av mellankrigstidens mest uppburna författare i Frankrike men efter sin död 1945 blev han närmast bortglömd. När hans första roman under eget namn, Mes amis ('Mina vänner', 1924), gavs ut på nytt 1977 återuppväcktes intresset för hans författarskap.

## Biografi
Emmanuel Bove föddes som Emmanuel Bobovnikoff 20 april 1898 i Paris. Hans far var ukrainsk-judisk anarkist i exil, modern tjänsteflicka från Luxemburg. Emmanuels uppväxt präglades av flera snabba växlingar mellan rikedom och armod, något som satte spår i hans författarskap. 
Hans föräldrar skiljde sig tidigt och fadern gifte om sig med en rik kvinna från England. Emmanuel bodde hos dem i Genève och i England medan hans yngre bror stannade hos pojkarnas fattiga mor. Sedan fadern avlidit 1915 och styvmodern gjort konkurs återvände Emmanuel till modern i Paris. Han hade kortvariga arbeten på fabrik, som kypare, som spårvagnskonduktör mm. Familjen vräktes från bostaden flera gånger. Själv satt han i fängelse en kort tid för lösdriveri; ”tveksamt efternamn och osäker inkomst”, hette det. Detta föranledde honom att byta namn till Bove.
1918–1921 gjorde han militärtjänst. Han hann inte delta i första världskriget men kunde ändå identifiera sig med de återvändande soldaterna från kriget, och hans romangestalter är ofta före detta soldater. 1921 gifte Bove sig med Suzanne Vallois och paret flyttade till Österrike. Här började han att skriva noveller och underhållningsromaner under pseudonymerna Jean Vallois och Emmanuel Valois. Senare använde han även pseudonymen Pierre Dugast.
1923 var han åter i Paris, fick fast medarbetarskap i dagspressen och uppmärksammades av författaren och redaktören vid Le Matin, Colette. 1924 kom debutromanen under eget namn, Mes amis ('Mina vänner'). Boken blev en stor framgång och inledde en intensiv period med artiklar, följetonger och romaner. 
1924 skiljde Emmanuel Bove sig från Suzanne Vallois. Paret hade då två barn. Han gifte om sig 1930 med judinnan Louise Ottensooser. När Tyskland 1940 ockuperade norra Frankrike flyttade paret först till södra delen av landet och 1942 till Algeriet. 1944 var han tillbaka i Paris, där han avled 13 juli 1945 i sviterna efter malaria.

## Författarskap
Emmanuel Bove slog igenom stort 1924 med sin första seriösa roman, Mes amis ('Mina vänner'). Boken handlar om krigsinvaliden Victor Bâton och dennes halvhjärtade försök att vinna framgång, vänner och kärlek. Samtidigt som han är rädd för andra människor försöker han att utnyttja dem. Han ser sig själv som en god människa men är egentligen självisk och hänsynslös. Det finns ingen dramatisk handling eller utveckling i romanen, utan denna skildrar snarare ett tillstånd än ett händelseförlopp. De många detaljerna och iakttagelserna i texten är karaktäristiska både för Mes amis och för Boves följande romaner. 
Mes amis följdes alltså av andra romaner, noveller och artiklar. Bland hans andra verk kan nämnas Armand (1926), Un homme qui savait (skriven 1942, publicerad 1985), Le Piège (1945) och Un Raskolnikoff (1932). Bove räknades under mellankrigstiden till de stora författarna i Frankrike. Bland beundrarna fanns Rainer Maria Rilke och senare Samuel Beckett. Hans stil var enkel, och hans verk handlade ofta om hemvändande soldater från kriget, människor som inte kunde hitta sin plats i samhället.
| ”                            | Det utmärkande för samtliga Boves gestalter […] är alltid detsamma. […] Där andra människor endast varseblir unga, friska och arbetsföra män, uppfattar de själva en djup oförmåga till något annat än att tas om hand; samt en djup känsla av förorättelse när detta förvägras dem. […] Det är uppgivenheten på förhand inför livet som betonas. | „ |
| – Kristoffer Leandoer (2001) | |   |

1928 tilldelades Emmanuel Bove Prix Figuière, den tidens största franska litteraturpris.
Lika plötsligt som hans litterära stjärna tändes 1924, lika plötsligt slocknade den efter hans död 1945. Bove glömdes bort, och det dröjde till 1970-talet innan han åter började att läsas. 1977 gavs Mes amis ut i en ny upplaga och sedan följde många av de andra titlarna. Peter Handke översatte honom till tyska, och Katarina Frostenson till svenska.

## Efterföljare
Även om man kanske inte kan peka på någon direkt påverkan på senare författare, kan Bove ändå ses som en föregångare till efterkrigstidens ”Den nya romanen” i Frankrike liksom till existentialisterna, särskilt Albert Camus. Författaren Tony Samuelsson ser likheter med Patrick Modianos författarskap.

## Verk (på svenska)
- Mina vänner (Mes amis, 1924), 1986. Översättning Katarina Frostenson.
- Mina vänner, 1996. Bearbetning för teatern av Allan Edwall. Monolog uppförd på Teater Brunnsgatan Fyra.
- Bécon-les-Bruyères (1927), 2001. Text i tidskriften Res Publica. Översättning Kennet Klemets.[7]
- En vinterdagbok (Journal écrit en hiver, 1931), 2008. Översättning Emilie Moulettes.
- Bécon-les-Bruyères och andra texter, 2016. Översättning Kennet Klemets och Kristoffer Leandoer.

### Allmänna källor
- ”Alex (litteraturlexikon)”. Läst 31 januari 2021.
- ”Appendix: Emmanuel Bove”. Res Publica (51): sid. 167-169. 2001.
- Frostenson, Katarina (8 juni 1986). ”Författarnas författare”. Dagens Nyheter.
- Hylinger, Claes (10 november 1986). ”Huvudet på spiken”. Dagens Nyheter.
- Kindlers neues Literatur Lexikon. "Bd 2". München. 1989. sid. 1001-1002. Libris länk. ISBN 3463430029
- Leandoer, Kristoffer (2001). ”Boves amputerade ben”. Res Publica (51): sid. 162-166.
- Roxman, Susanna (4 december 1986). ”Fin skildring av främlingen”. Aftonbladet.
- Samuelsson, Tony (22 juli 2015). ”Med blick för hur fattigdom deformerar”. Dalademokraten.
- Sem-Sandberg, Steve  (10 november 1986). ”Inte ens antihjälte”. Svenska Dagbladet.
- Östman, Anne-Charlotte (15 januari 1998). ”Den gåtfulle Emmanuel Bove fyller 100 år”. Svenska Dagbladet.